# 序曲・愛
「序曲・愛」（じょきょく・あい）は、1981年2月5日に発売された野口五郎の37枚目のシングルである。

## 収録曲
- 全曲作詞：伊藤アキラ／作曲：三木たかし／編曲：船山基紀

1. 序曲・愛
2. 少女の風景